# 최상규 (야구인)
최상규(崔尙圭, 1981년 1월 24일 ~ )는 KBO 리그 전 삼성 라이온즈의 외야수이다.

## 출신학교
- 한서고등학교
- 인하대학교 (1999학번)

## 등번호
- 19번